# Diele
Diele (Nederlands, verouderd: Dijle) is een dorp in het Duitse deel van het Reiderland. Het maakt deel uit van de gemeente Weener. Diele ligt tussen Stapelmoor en Vellage.

## Bezienswaardigheden
- Dieler Schanze

- Gemeinsame Normdatei: 4484021-4
- Virtual International Authority File: 233870556